# Windows XP
Windows XP är ett operativsystem utvecklat av Microsoft, lanserat år 2001. Det var efterföljaren för både Windows 2000 och Windows Me. Windows XP är baserat på Windows NT-kärnan och dess skalprogram. 
Windows XP (release to manufacturing) var klart den 17 augusti 2001 och gavs först till datortillverkare, tillverkningsindustrin, företagskunder och detaljhandelskanaler en vecka senare. Detaljhandeln nåddes den 25 oktober 2001.
Användarvänligheten är ett av de största målen påstår tillverkaren - ett svar på kritiken som riktats mot föregångaren Windows 2000 för dess stela och svåranvända gränssnitt. Windows XP är det första operativsystemet i Windows NT-familjen som riktar sig till konsumenter.
Efterföljaren till Windows XP blev i slutet på 2006 Windows Vista. Windows Vista mottogs dock med kyla. Detta ledde till att många datortillverkare, däribland Dell och HP återgick till att sälja sina datorer med Windows XP. Microsoft tog åt sig av kritiken och tog fram en ny version, Windows 7, som lanserades 2009 och mottogs betydligt bättre än Windows Vista.
Microsoft har sedan dess lanserat olika kampanjer för att få användarna att lämna XP och uppgradera till en senare version. Windows XP användes dock länge i stor utsträckning och hade 2013 en marknadsandel på 18,26 procent. I januari 2018 hade Windows XP en marknadsandel på 3,36%. Försäljningen av OEM-licenser till Windows XP upphörde den 30 juni 2008, men fortsatte att säljas för netbooks fram till Oktober 2010.
Supporten för Windows XP upphörde att gälla den 8 april 2014 och samma dag släpptes de sista uppdateringarna. Användare får efter detta datum inte gratisuppdateringar längre.
Benämningen XP står för eXPerience. Under utvecklingen av operativsystemet användes kodnamnet Whistler av Microsoft.

## Historia
Windows XP:s första grundsten började redan i juli 1999, då Windows Neptune började utvecklas. Windows Neptune var ett operativsystem som var planerat att bli en version av Windows 2000 för hemanvändare. Utvecklingen av Neptune upphörde helt den 27 december 1999 och så småningom började Microsoft att utveckla Whistler i början av 2000.
Den 30 januari 2001 lyckades man komma ifrån Windows 2000 mycket och bygge 2428 fick stor distribution och uppvisning i början på februari 2001. Bygge 2428 var det första med ett Luna tema och ny startskärm. Bygge 2428 hade animerad start meny ikons öppnare och animerad taskbar (hade animerade knappar), dessutom personlig döljning av mappar som blev gråa och inte gick att öppna om man inte var inloggad som admin, men allt detta togs tillbaka och ingick ej i slutliga versionen RTM vid 17 augusti 2001.
Flera gånger under utvecklingen hade Microsoft bjudit in IT-utvecklare för en demonstration och visning av de senaste versionerna. Men då anade ingen hur stor framgång detta operativsystem skulle få. Windows XP fick god kritik för förbättrad prestanda och stabilitet, bättre hårdvarusupport etc. Det uppskattas att det som minst såldes 400 miljoner kopior av Windows XP under de fem första åren.

## Versioner
Vid lanseringen under slutet av 2001 släpptes Windows XP i två originalversioner; Home Edition och Professional - för hem- respektive företagsanvändare. Windows XP-familjen växte dock med åren och 2010 fanns det inte mindre än 12 olika varianter av operativsystemet.
| Utgåva                              | Beskrivning |
| ----------------------------------- | --- |
| Windows XP Home Edition             | Version för vanliga hemanvändare. De flesta konsumentinriktade Windows XP-datorer, även Netbooks, säljs med denna variant av operativsystemet.                                                               |
| Windows XP Home Edition ULCPC       | Version av Windows XP Home Edition för netbooks (små bärbara datorer), allt-i-ett-datorer, etc. ULCPC står för Ultra Low Cost PC. Majoriteten av alla netbooks på marknaden säljs med detta operativsystem.  |
| Windows XP Professional             | Version för företag samt expertanvändare med högre krav på operativsystemet. Dyrare och mer välutrustade Windows XP-datorer samt företagsdatorer levereras med Professional-utgåvan installerad.             |
| Windows XP Professional x64 Edition | Version av Windows XP för 64-bitars hårdvara (AMD64/EM64T). Populär utgåva bland användare med höga hårdvarukrav, eftersom den bland annat kunde hantera mer än 4 GB RAM.                                    |
| Windows XP Media Center Edition     | Version framtagen för HTPC-användning. Kommer med programmet Windows Media Center, som är ett grafiskt gränssnitt för att enklare hantera foto, video, musik samt TV-sändningar (kompatibel hårdvara krävs). |
| Windows XP Tablet PC Edition        | Version framtagen för användning i handdatorer, surfplattor och annan hårdvara med pekskärm. Innehåller bland annat flera verktyg för att göra upplevelsen med pekskärm mer behaglig.                        |
| Windows XP 64-bit Edition           | Äldre variant av Windows XP för 64-bitars hårdvara, i detta fall för IA-64/Intel Itanium-arkikekturen. Operativsystemet blev ingen succé och stöds inte längre av Microsoft.                                 |
| Windows XP Embedded                 | Version för inbäddad hårdvara - exempelvis surfterminaler, bankomater och tunna klienter. |
| Windows XP Starter Edition          | Version utvecklad för U-länder. Många funktioner ur standardutgåvorna, exempelvis gränssnittet Luna, är borttagna. Systemet kan inte hantera mer än 512 MB RAM och endast 3 program kan köras samtidigt.     |
| Windows XP Home Edition N           | Variant på Windows XP Home Edition utan Windows Media Player. Togs fram efter krav från EU-kommissionen. |
| Windows XP Professional N           | Variant på Windows XP Professional utan Windows Media Player. Togs fram efter krav från EU-kommissionen. |
| Windows Fundamentals for Legacy PCs | Variant anpassad för gammal hårdvara och tunna klienter. |

## Systemkrav
Systemkrav för Windows XP Home och Professional på 32-bitars hårdvara:
|                      | Minimum                               | Rekommenderat                         |
| -------------------- | ------------------------------------- | ------------------------------------- |
| Processorhastighet   | 233 MHz                               | 300 MHz eller mer                     |
| RAM-minne            | 64 MB RAM                             | 128 MB RAM eller mer                  |
| Grafikkort och skärm | Super VGA (800x600) eller högre       | Super VGA (800x600) eller högre       |
| Ledigt diskutrymme   | 1.5 GB eller mer                      | 1.5 GB eller mer                      |
| Optiska enheter      | CD-ROM- eller DVD-läsare              | CD-ROM- eller DVD-läsare              |
| Inenheter            | Tangentbord och Datormus              | Tangentbord och Datormus              |
| Ljud                 | Ljudkort och högtalare eller hörlurar | Ljudkort och högtalare eller hörlurar |

Systemkrav för Windows XP Professional på 64-bitars hårdvara:
|                      | Minimum | Rekommenderat |
| -------------------- | --- | --- |
| Processorhastighet   | Processor av typen EM64T eller AMD64, till exempel AMD Athlon 64, AMD Opteron, Intel Xeon, Intel Pentium 4 med EM64T-stöd | Processor av typen EM64T eller AMD64, till exempel AMD Athlon 64, AMD Opteron, Intel Xeon, Intel Pentium 4 med EM64T-stöd |
| RAM-minne            | 256 MB | 1 GB eller mer |
| Grafikkort och skärm | Super VGA (800x600) eller högre                                                                                           | Super VGA (800x600) eller högre                                                                                           |
| Ledigt diskutrymme   | 1.5 GB eller mer | 1.5 GB eller mer |
| Optiska enheter      | CD-ROM- eller DVD-läsare                                                                                                  | CD-ROM- eller DVD-läsare                                                                                                  |
| Inenheter            | Tangentbord och Datormus                                                                                                  | Tangentbord och Datormus                                                                                                  |
| Ljud                 | Ljudkort och högtalare eller hörlurar                                                                                     | Ljudkort och högtalare eller hörlurar                                                                                     |

### Minnesgräns
Den maximala mängd RAM-minne Windows XP stödjer, kan variera beroende på utgåva. Detta visas i tabellen nedan. 
| Utgåva           | Maximalt |
| ---------------- | -------- |
| Starter          | 512 MB   |
| Home             | 4 GB     |
| Media Center     | 4 GB     |
| Tablet PC        | 4 GB     |
| Professional     | 4 GB     |
| Professional x64 | 128 GB   |
| 64-bit (Itanium) | 128 GB   |

## Service Pack
Ett Service Pack är en samling uppdateringar som tillför operativsystemet nya funktioner och allt relevant från uppdateringstjänsten Windows Update och nya Microsoft Update är också inkluderat. Tidigare Service Packs behöver installeras för att installera senaste versionen. Totalt kom 4 uppdateringspaket för Windows XP: Service Pack 1, Service Pack 1a, Service Pack 2 och det senaste Service Pack 3.

### Service Pack 1
Den 7 januari 2002 meddelade Microsoft att XP sålts i drygt 17 miljoner kopior bara två månader efter att det släpptes, då bestämde sig Microsoft för en helsatsning på operativsystemet och snabbt ta fram ett uppdateringspaket till XP för att höja kvalitén inom produktsupport för kunderna.
Service Pack 1 (SP1) var det första uppdateringspaketet till Windows XP som blev tillgängligt den 9 september 2002. SP1 innehöll tidigare säkerhetsuppdateringar, hotfixes, kompatibilitetsuppdateringar för programvaror och NET Framework support från Microsoft Update. Versionnumret för XP-RTM, versionen utan Service Pack (SP0-RTM) var: Build 2600.xpclient.010817-1148. SP1 hade följande: Build 2600.xpsp1.020828-1920 : Service Pack 1
SP1 lade till stöd för USB 2.0, S-ATA och LBA-48, som tillåter operativsystemet att använda partitioner med mer än 137 GB i diskutrymme. Java Virtual Machine dök upp i SP1 vilket senare togs bort genom ett andra uppdateringspaket: Service Pack 1a efter en rättstvist med Sun Microsystems.
I SP1 ingår Windows Media Player 8, DirectX 8.1 och Windows Messenger 4.7.

### Service Pack 2
Service Pack 2 (SP2) släpptes den 3 augusti 2004 först till datortillverkare och tillverkningsindustrin. Den 6 september 2004 blev SP2 tillgängligt även för privatpersoner via Microsoft Download Center. Versionnumret för SP2 var: Build 2600.xpsp2_rtm.040803-2158 : Service Pack 2
Förbättrat stöd för Wi-Fi, en popup-blockerare till Internet Explorer och stöd för Bluetooth ingick. Man lade även till ett nytt program i Kontrollpanelen, Säkerhetscenter, ett program som övervakar och ger information om datorns säkerhet samt funktionen Automatiska uppdateringar som förbättrats ytterligare sedan det först dök upp i Windows Me.
I SP2 ingår Windows Media Player 9 och DirectX 9. Service Pack 2 är den mest installerade uppdateringspaketet till någon Windows-version någonsin.

#### Windows Säkerhetscenter
Eftersom Windows XP kritiserades för dess osäkerhet för att det varit så "öppet" för datorvirus, spionprogram och trojaner så fokuserade SP2 på säkerhet. Där man lade bland annat till Windowsbrandväggen för öka systemets eget immunsystem. Windows säkerhetscenter introducerades också, vilket ger tydligare överblick över systemets aktuella säkerhet.

### Service Pack 3
År 2007 meddelade Microsoft att ett 3:e och sista uppdateringspaket skulle släppas för XP, nämligen Service Pack 3 (SP3). Versionnumret var: Build 2600.xpsp.080413-2111 : Service Pack 3.
Uppdateringspaketet innehöll mest säkerhetsuppdateringar och fokuserade på systemstabilitet. Det släpptes den 13 april 2008 först till datortillverkare och tillverkningsindustrin. Den 6 maj 2008 blev SP3 tillgängligt för privatpersoner via Microsoft Download Center.
Samtliga versioner med undantag av Media Center Edition och Tablet PC Edition levereras numera med Service Pack 3 - användare av dessa får istället hämta servicepaketet från Microsoft manuellt. Service Pack 3 släpptes aldrig för 64-bitarsversioner. SP2 är alltså den senaste versionen av dessa 64-bitars operativsystem av XP.

## Medföljande program
I en standardinstallation av Windows XP följer det med ett antal nyttoprogram som exempelvis webbläsare, e-postklient, textredigerare och kalkylator.
- Anteckningar
- Internet Explorer
- Internet Information Services (ingår inte i Windows XP Home Edition)
- Kalkylatorn
- Outlook Express
- Microsoft Paint
- NetMeeting
- Windows Media Player (version 9 samt 6.4)
- Windows Messenger
- Windows Movie Maker
- WordPad

## Professional x64 Edition
Under 2004 släppte Microsoft en version av Windows XP anpassad för 64-bitars (AMD64/EM64T) hårdvara.
Denna version bygger till skillnad mot de andra inte på Windows XP (NT 5.1) utan istället Windows Server 2003 (NT 5.2), så det är närmast besläktat med x64-versionen av Server 2003. Produktnamnet är dock XP och inte 2003. Operativsystemet använder AMD64-/EM64T-utökningen av Intel IA-32|x86-arkitekturen; detta gör det bland annat möjligt att adressera en större mängd internminne. Med x86 ligger gränsen på 4 GB, det vill säga 32-bitar. Detta gjorde operativsystemet attraktivt för datorspelare och övriga användare med höga krav, som behövde kunna utnyttja mer än 4 GB RAM.
Professional x64 Edition kan köra vanliga program som är gjorda för 32-bitars Windows, dock finns undantag med program som använder hårdvara direkt eller på annat sätt är väldigt systemnära. WOW64 (Windows-on-Windows) kallas mjukvaran som växlar processorn mellan 32-bitars- och 64-bitarsläge, så någon egentlig översättning eller emulering av 32-bitars processor sker inte. Detta sker på processnivå, vilket gör att drivrutiner inte kan vara av 32-bitartyp och olika kodtyper inte kan förekomma inom samma process. På detta sätt har 32-bitars-Windows möjliggjort exekvering av 16-bitars-program, dock fungerar inte 16-bitars-program i x64 Edition - något det kritiserats för.

## Readyboost-liknande funktion i Windows XP
I Windows Vista infördes funktionen Readyboost, som hjälper till att så man med hjälp av anpassade flashminnen låter operativsystemet tillfälligt skriva filer till minnet för att snabba upp datorn. Det har även upptäckts att man kan använda sig av Readyboost i Windows XP genom att man flyttar växlingsfilen, från hårddisken, till ett flashminne eller MP3-spelare som man stoppar direkt i datorn. Microsoft har inte sagt någonting om denna upptäckt.[källa behövs]

## Supportpolicy
Support för Windows XP utan ett Service Pack lades ner den 30 september 2004 och support för Windows XP Service Pack 1 och 1a lades ner 10 oktober 2006. Windows XP Service Pack 2 lades ner 13 juli 2010, nästan sex år efter dess lansering.
Enligt Microsofts tidsplan slutade företag att licensiera Windows XP till OEM-tillverkare och upphörde att sälja operativsystemet 30 juni 2008, 17 månader efter lanseringen av Windows Vista. Däremot beslutades ett undantag 3 april 2008, som sade att operativsystemet får finnas på lågkostnadsdatorer (netbook) upp till ett år efter Windows 7s officiella lanseringsdatum (22 oktober 2010).
Den 14 april 2009 flyttades Windows XP och dess operativsystemsfamilj från allmän till utökad support enligt Microsofts supportpolicy. Under den utökade supporttiden kommer Microsoft att leverera säkerhetsuppdateringar varje månad för Windows XP; dock erbjuds inte längre gratis teknisk support, garantier, och ändringar i designen.
Den 8 april 2014 levererades de sista uppdateringarna, inklusive säkerhetsuppdateringar och relaterade buggfixar, för Windows XP Service Pack 3. Dock kommer gamla uppdateringar att fortsätta vara tillgängliga även senare, och nya kopior av XP kommer också att kunna aktiveras senare. Definitionsfiler till Microsoft Security Essentials för XP kommer att uppdateras ytterligare drygt ett år, till juli 2015.
- Microsoft utvecklade en säkerhetsuppdatering i maj 2014, för att täppa till ett upptäckt säkerhetshål i alla versioner av Internet Explorer från version 6 upp till 11 på alla versioner av Windows.[32][33]
- Trots att supporten upphörde den 8 april 2014, så utvecklade Microsoft i juni 2017, en akut säkerhetsuppdatering för Windows XP på grund av cyberhotet "WannaCry"[34][35]

## Kritik
Windows XP har kritiserats för sin bristande säkerhet, såsom hög mottaglighet för datorvirus, spionprogram och trojaner.
I Windows XP har flera program som Internet Explorer, Outlook Express, Windows Media Player och Windows Messenger integrerats i operativsystemet – och dessa kan inte heller avinstalleras enligt Microsoft. De kan tas bort, men då kommer inte allt att fungera som det ska. Detta har bland annat resulterat i en rättstvist med USA:s justitiedepartement och EU-kommissionen. I Service Pack 2 har detta rättats till.
XP Service Pack 1 från 2002 har känts tungt enligt många (utom de som har "monsterdatorer"). Detta beror på att många, till och med onödiga tjänster i Windows har varit aktiverade. Är man en avancerad datoranvändare och känner till funktionerna i Windows XP så kan man stänga av vissa tjänster genom att öppna MSCONFIG. I SP2 har detta åtgärdats genom att Microsoft ändrade startordningen från Aktiverad och Automatisk start till Manuell, som betyder att tjänsten endast startas när den behöver användas och inte är aktiv hela tiden, vilket ger bättre prestanda.
Produktaktiveringen har också mottagit kritik från användarna av operativsystemet. Produktaktivering är en funktion som stoppar användare att installera operativsystemet på flera datorer med samma licens. Aktiveringen kräver att man aktiverar Windows inom ett visst antal dagar om man vill kunna fortsätta använda operativsystemet. Funktionen är däremot inte problemfri - om två eller flera komponenter i datorn byts ut kan systemet upphöra att fungera till dess att användaren aktiverar Windows igen.

## Bakåtkompatibilitet
När Windows XP lanserades efterträdde operativsystemet både Windows 98 SE, Windows 2000 och Windows Me och detta innebar även ökade krav på bakåtkompatibilitet. Hjälpprogram som till exempel Guiden Programvarukompatiblitet bakades in i operativsystemet för att underlätta övergången från tidigare versioner till XP. Alla gamla program går dock inte att köra i Windows NT-miljön, till exempel gamla diskverktyg för DOS. För att dessa verktyg ska fungera krävs det att man använder sig av en DOS-emulator eller en virtuell maskin. Ett annat sätt är att skapa en startdiskett för MS-DOS (Windows XP är det första systemet i NT-serien som kan skapa en MS-DOS-startdiskett).
Likt tidigare Windows NT-versioner finns även programmet NTVDM i alla versioner av XP utom Professional x64 Edition (x86-64) och 64-bit Edition (IA-64). NTVDM är en förkortning av NT Virtual DOS Machine, det vill säga ett program som gör det möjligt att köra program för DOS och Windows 3.x i Windows NT.

### 16-bitars arkitektur
Många har reagerat negativt på avsaknaden av 16-bitars stöd i 64-bitarsversionen av XP. Förutom avsaknaden av bakåtkompatibilitet så innebär det till exempel också att man inte kan installera ett 32-bitars program som använder sig av ett 16-bitars installationsprogram.

## Läckt källkod
Den 23 september 2020 läckte källkoden för Windows XP Service Pack 1 och Windows Server 2003 ut. En anonym person lade upp en 43 gigabyte stor torrent-fil på ett forum. Enligt uppladdaren innehåller paketet källkoden till flera äldre operativsystem från Microsoft – från MS DOS 3.30 till Windows XP och Server 2003.
Microsoft hävdade samtidigt att de "undersökte" läckorna.